# ディオクレス (数学者)
ディオクレス（ギリシア語: Διοκλῆς, 前240年頃 - 前180年頃）とは、ギリシアの数学者・幾何学者。

## 生涯と業績
ディオクレスの生涯についてはほとんど知られていないが、アポロニウスと同時代人であり紀元前3世紀の終わりから紀元前2世紀初めにかけて活動していたことが分かっている。
ディオクレスは放物線の焦点の性質を初めて証明した人物だと考えられている。彼の名前は、自身が立方体倍積問題を解くのに用いたディオクレスのシッソイドと呼ばれる幾何曲線の由来になっている。曲線はエウクレイデスに関するプロクロスの評論の中で言及されており、早ければ1世紀初期にはゲミノスによってディオクレスの業績に帰せられている。
ディオクレスの著作『集熱鏡について』（英語: On burning mirrors）の断片はエウトキオスによるアルキメデスの『球と円柱について』への註解中に残されており、アラビア語による翻訳『集熱鏡についてのディオクレスの書』（アラビア語: Kitāb Dhiyūqlīs fī l-marāyā l-muḥriqa）として現存している。歴史的に、『集熱鏡について』は11世紀カイロの博学者イブン・ハイサム（ヨーロッパ人から「アルハゼン」として知られた）などのアラブ人数学者に多大な影響を及ぼした。著作には円錐曲線によって示される16の命題が含まれている。断片の一つは命題7と8（球を平面によって与えられた体積比で分割する方法）を含んでいる。命題10は立方体倍積問題に対する10の解法を与えている。これは特定の三次方程式を解くことと等しい。他の断片は命題11および12（シッソイドを用いて与えられた2量の平均比を求める方法）を含む。著作が単なる集熱鏡以上の内容を含むことから、『集熱鏡について』はディオクレスの三著作をまとめた短編集の可能性がある。同著作中で、ディオクレスは放物面鏡が光線を一点に集められると示した直後に、その性質を持つレンズを得ることが可能だと触れている。